# Žagubica
Žagubica (cyr. Жагубица) – miejscowość we wschodniej Serbii, w regionie Serbia Centralna, w okręgu braniczewskim, siedziba gminy Žagubica.
W 1948 roku liczba ludności w miejscowości Žagubica wyniosła 3365, w 1953 – 3694, w 1961 – 3670, w 1971 – 3591, w 1981 – 3479, w 1991 – 3349, w 2002 – 2823, a w 2011 – 2590.